# Saint-Saud-Lacoussière
Saint-Saud-Lacoussière é uma comuna francesa na região administrativa da Nova Aquitânia, no departamento Dordonha. Estende-se por uma área de 59,44 km². Em 2010 a comuna tinha 852 habitantes (densidade: 14,3 hab./km²).